# برلین هیچ‌کس
برلین هیچ‌کس (به انگلیسی: Berlin Nobody) فیلمی به نویسندگی و کارگردانی جردن اسکات و با بازی اریک بانا، سیدی سینک و سیلفیا هوکس است. این فیلم اقتباسی از رمان توکیو اثر نیکلاس هاگ از ۲۰۱۵ است.

## بازیگران
- اریک بانا در نقش بن مونرو
- سیلفیا هوکس در نقش نینا
- سیدی سینک در نقش مزی
- جوناس دسلر
- سوفی رویز

## تولید
فیلمبرداری در سپتامبر ۲۰۲۲ در برلین آغاز شد. این فیلم محصول مشترک ایالات متحده و آلمان است و فیلم توسط ریدلی اسکات و مایکل پروس برای اسکات فری پروداکشنز به همراه جوناس کاتزنشتاین، ماکسیمیلیان لئو و جورجینا پوپ از آوگن‌شاین فیلم‌پرودوکسیون ساخته شده‌است. این فیلم توسط جاناتان ساوباخ از آوگن‌شاین به همراه ربکا فوئر تهیه‌کنندهٔ اجرایی برای اسکات فری تهیه شده‌است. کرنان شیپکا در ابتدا در ژانویه ۲۰۲۲ در کنار بانا به تولید اضافه شد، اما پیش از شروع تصویربرداری اصلی در سپتامبر ۲۰۲۲، پروژه را ترک کرد. در مهٔ ۲۰۲۲ سیلفیا هوکس به جمع بازیگران اضافه شد. در سپتامبر ۲۰۲۲ سیدی سینک، جوناس داسلر و سوفی رویز به بازیگران اضافه شدند. فیلم‌برداری تا دسامبر ۲۰۲۲ به پایان رسید.

## انتشار
پرتاگونیست پیکچرز و آوگن‌شاین سیلز به‌طور مشترک بر فروش و توزیع جهانی فیلم کنترل دارند.